# Walking with Dinosaurs (2013)
Walking with Dinosaurs (Caminhando com Dinossauros[Brasil] ou O Tempo dos Dinossauros: O Filme[Portugal]) é um filme produzido em 2013 sobre os dinossauros do período Cretáceo, 70 milhões de anos atrás. A produção apresenta dinossauros animados por computador com os atores John Leguizamo, Justin Long, Tiya Sircar, e Skyler Stone dublando os personagens principais. Foi dirigido por Neil Nightingale e Barry Cook a partir de um roteiro escrito por John Collee.

## Sinopse
Em plena era dos dinossauros, quando estes gigantescos seres dominavam a Terra, um pequeno filhote chamado Patchi luta para sobreviver em meio às ameaças da natureza. Já crescido, ele é separado dos pais e obrigado a confrontar uma realidade dura em que se luta o tempo todo pela sobrevivência. Não fosse o bastante, terá que lidar com uma rivalidade com o irmão Rock, que é bem mais forte que ele.Seu irmão vira o novo líder de sua manada,na hora da próxima migração ele leva a manada pra um beco sem saída de gelo onde todos caem mas Patchi os guia de volta pra terra firme salvando todos mas desperta a fúria de Rock que o desafia pra uma cabeçada.Patchi acaba perdendo a luta e sendo banido da manada e perdendo contato com seu amor Juni,com a ajuda de Alex ele é encorajado a continuar pela Juni quando se encontram e ele está prestes a dizer o que sente,um bando de Gorgossauros ataca a manada.Patchi vence os Gorgossauros por vingança pelo seu pai e pelo seu irmão que apesar de tudo ele amava,Patchi virou o novo líder da manada dali por diante e casa com Juni. um tempo depois,eles tem 12 filhotes e Alex os parabeniza.

### Dublagem/Dobragem das criaturas pré-históricas
- John Leguizamo (versão original)/ Jorge Mourato(versão portuguesa) como Alex
- Justin Long (versão original)/ Vasco Palmeirim (versão portuguesa)  como Patchi
- Tiya Sircar como Juniper
- Skyler Stone como rock

### Dublagem dos humanos modernos
- Karl Urban como tio Zack
- Charlie Rowe como Ricky
- Angourie Rice como Jade

## Criaturas do filme
- Alexornis
- Alphadon
- Chirostenotes
- Edmontonia
- Edmontossauro
- Gorgossauro
- Hesperonychus
- Pachyrhinosaurus
- Parksosaurus
- Quetzalcoatlus (identificado como Pterossauro)
- TroodonteProdução

As cenas foram gravadas na Nova Zelândia e na parte do sul do estado americano do Alasca, as filmagens começaram em 2011 onde a Evergreen Films está sediada. A animação foi feita na Austrália pela Animal Logic.         
Paul Leonardo-Morgan compôs a trilha sonora para do filme.